# タルマヌガラ王国

タルマヌガラ王国

タルマヌガラ王国の版図

タルマヌガラ王国（タルマヌガラおうこく、Kerajaan Tarumanagara）は、インドネシア、ジャワ島西部のボゴール付近に5世紀初頭ごろに栄えたヒンドゥー王国。タルマ国（タールマ国）とも呼ばれる。スンダ海峡の東岸に位置しているので、その交通路を支配してその交易の利によって繁栄したと推定される。国名の由来は、藍を意味するタルムという説と、西部ジャワ地方を流れる川チタルム（チは、スンダ語で「水」、「川」の意。タルム川）の名前に関連するという説がある。

## 碑文にみられるタルマヌガラ王国
タルマヌガラ王国について刻んだプラサスティ（石碑）は7つ知られており、5つはボゴール周辺のチャルトゥン、クボンコピ、ジャンプ、パシルアゥイ、ムアラ・チアンテンで発見されている。残りの2つは、ジャカルタ市東部のチリンチン地方のトゥグ村と、南バンテン地方のチダンヒアン河岸のルバク村でそれぞれ発見された。
ボゴール付近のプラサスティはプールナヴァルマン王が刻んだもので、先代の王がチャンドラヴァーガ運河を海まで開鑿したこと、プールナヴァルマンは敵の町を滅ぼしたことなどが刻まれている。
トゥグ村で発見されたプラサスティには、プールナヴァルマン王が在位22年目に都と海の間を結ぶ運河を掘り、その長さは6,122ダヌス（約12キロメートル）で、21日で完成させたと刻まれている。バラモンたちは、この運河をゴーマティ運河と呼んだという。この運河については、水田の灌漑用水に使用したり、洪水対策のためという説と交易用の交通路の2つの説がある。
チャルトウンのプラサスティには、プールナヴァルマンはヴィシュヌ神と同一視され、仏足石のようにその足型が銘文といっしょに刻まれている。トゥグとチャルトゥンのプラサスティは、ともに自然の丸い巨石をそのまま用いている。プラサスティの碑文の字体は、クタイ王国のものと酷似しており、縦線の書き始めにbox headと呼ばれる四角い穴ができるブラーフミー文字であって、デカン高原のカダンバ朝で用いられた書体であることが最近の研究で判明しているため、王国の繁栄時期は5世紀初頭と比定される。

## 中国の文献などにみられるタルマヌガラ王国
この当時の西部ジャワに関するものと考えられる記録は、法顕による『仏国記』の記述で、414年ごろ、師子国（スリランカ）から中国へ帰国するとき、嵐におそわれて耶婆提国に漂着したが「その国はバラモン教がはなはだ盛んで、仏教は言うに及ばない」という記録がある。
法顕のいう「耶婆提」は、「ヤーヴァドヴィーバ」の漢字音訳で「ジャヴァドヴィーバ」の雅語とすればジャワに比定されることになるが、スマトラ、西カリマンタン、マレー半島とも考えられ、断定はできない。
また、5世紀ごろ中国へ盛んに朝貢している国に「訶羅単（からたん）」国がある。この国は、碑文がみつかったチアルトゥン川のアルトゥンを原音とみなすと、時期的にタルマヌガラと一致する。『通典』や『新唐書』に言及される7世紀ごろに存在した「多羅磨（たらま）」国は、タルマヌガラが7世紀まで存在したことを示しているかもしれない。